# Даскалска поезия
Даскалска поезия е поезия, създадена предимно от учители (даскали) по време на Българското възраждане. Стихотворенията са предимно с дидактичен характер, в патриотичен дух, със слаба художествена техника. Даскалската поезия свидетелства за интереса на възрожденския читател към стихотворни творби. Тя допринася за популяризиране на стихотворната форма, събужда интерес към поезията.
Типични нейни представители са:
- Атанас Гранитски;
- Йордан Хаджиконстантинов-Джинот;
- Константин Огнянович;
- Кръстьо Пишурка;
- Стоян Изворски;
- Харалан Ангелов.